# Constance Dowling
Constance Dowling (* 24. Juli 1920 in New York City; † 28. Oktober 1969 in Los Angeles, Kalifornien) war eine US-amerikanische Schauspielerin.

## Leben und Karriere
Dowling gab 1944 in Up in Arms ihr Filmdebüt. Noch im selben Jahr wurde ihr die weibliche Hauptrolle in dem Musicalfilm Knickerbocker Holiday an der Seite von Nelson Eddy und Charles Coburn anvertraut.  Eine größere Rolle hatte sie 1946 in dem Film noir Vergessene Stunde. Dem folgten 1947 die Filmdramen Ihre wunderbare Lüge und 1949 Wenn die Liebe stirbt. 1950 drehte sie an der Seite von Gina Lollobrigida das komödiantische Filmdrama Miss Italia. Ab Anfang der 1950er Jahre war Dowling nur noch in Fernsehproduktionen zu sehen. 1955 zog sie sich schließlich ganz von der Schauspielerei zurück.
Neben ihren Filmen ist Constance Dowling durch ihre Beziehungen bekannt. In den 1940er Jahren hatte Dowling in New York eine Affäre mit dem Filmregisseur Elia Kazan. Nachdem dieser eine Trennung von seiner Gattin abgelehnt hatte, kehrte Dowling nach Hollywood zurück. Mit dem italienischen Dichter und Schriftsteller Cesare Pavese hatte sie eine Beziehung, die sie 1950 ohne Angabe von Gründen beendete. Pavese, der die Trennung nicht verkraftete, beging daraufhin im August desselben Jahres in einem Turiner Hotel Selbstmord. Auf dem Schreibtisch seines Hotelzimmers wurde eine Reihe unveröffentlichter Gedichte gefunden, darunter sein vielleicht bekanntestes Werk "Verrà la morte e avrà i tuoi occhi", das Dowling gewidmet ist. Von 1955 bis zu ihrem Tod war Dowling mit dem Produzenten Ivan Tors verheiratet. Das Paar hatte vier Söhne.
Constance Dowling starb 1969 an Herzversagen. Ihre jüngere Schwester war die Schauspielerin Doris Dowling.

## Filmografie (Auswahl)
- 1944: Knickerbocker Holiday
- 1946: The Well-Groomed Bride
- 1946: Vergessene Stunde (Black Angel)
- 1946: Boston Blackie and the Law
- 1947: Blind Spot
- 1947: The Flame
- 1948: Mad About Opera
- 1949: City of Pain
- 1949: Ihre wunderbare Lüge (Addio Mimí!)
- 1949: Una Voce nel tuo Cuore
- 1950: My Beautiful Daughter
- 1951: Duello Senza Onore
- 1951: The Adventures of Ellery Queen
- 1951: Stormbound
- 1954: Gog